# Brovello-Carpugnino
Brovello-Carpugnino är en kommun i provinsen Verbano Cusio Ossola i regionen Piemonte i Italien. Kommunen hade 711 invånare (2018).